# Згромадження Сестер Урсулянок Серця Ісуса в Агонії
Згромадження Сестер Урсулянок Серця Ісуса в Агонії (лат. Congregatio Sororum Ursulinarum a Sacro Corde Iesu Agonizantis) — засноване святою Урсулою Ледуховською, яку папа Йоан Павло II проголосив святою у 2003 році. Її літургійний спомин припадає на 29 травня.

## Історія і харизма

### Згромадження було засноване в 1920 році та підтверджене Апостольським Престолом в 1930 році.

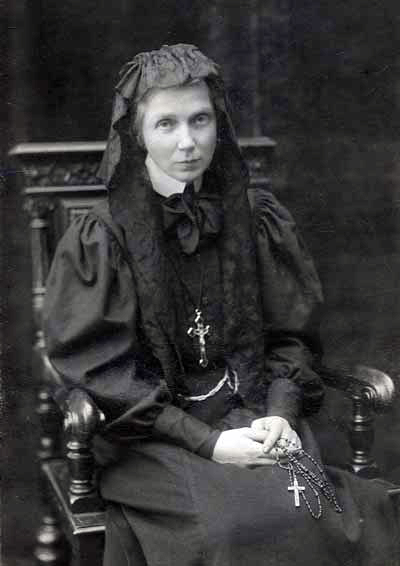
Мати Урсула Ледуховська (1907)

Святу Урсулу називають Апостолом усмішки, бо вона часто повторювала і свідчила своїм життям, що усмішка є одним з найкращих засобів євангелізації. Свята Урсула хотіла, щоб усі люди пізнали безмежну любов Божого Серця, тому особливою місією заснованого нею Згромадження є «проповідувати Христа, Любов Його Серця через виховання і навчання дітей та молоді, а також служіння тим, хто цього найбільше потребує».
Тому основна праця сестер пов'язана з вихованням: Дитячі садочки, світлиці, катехизація. Свою місію сестри виконують під особливим заступництвом Пресвятої Богородиці.

Гаслом згромадження є слова «Ось я слугиня Господня, нехай зі мною станеться по Твоєму Слову». Своє чернече життя свята Урсула прожила під девізом: «Щоб тільки вміла любити! Горіти, згоряти з любові», — писала вона напередодні складання чернечих обітів. Вона прагнула особистої святості та святості всіх, кого зустрічала на своєму шляху, особливо своїх духовних дочок. Вона написала це у своєму заповіті: 
«Будьте святими, і Боже благословення спочиватиме на нашому Згромадженні. Будьте святими, і ви будете легко притягувати душі до Бога. Будьте святими, і Боже щастя буде жити у вас».[джерело?]
Сьогодні Згромадження налічує близько 800 сестер, які працюють у майже 100 спільнотах у 14 країнах на 5 континентах. Основним напрямком діяльності є виховання і навчання дітей та молоді, а також допомога бідним.

## Праця сестер в Україні
Перша сестра приїхала в Україну в 1988 році на запрошення отця Броніслава Бернацького. З цього моменту починається Історія Згромадження в Україні.

### Офіційно Згромадження розпочало свою діяльність в Україні у 1990 році в Чернівцях на Буковині

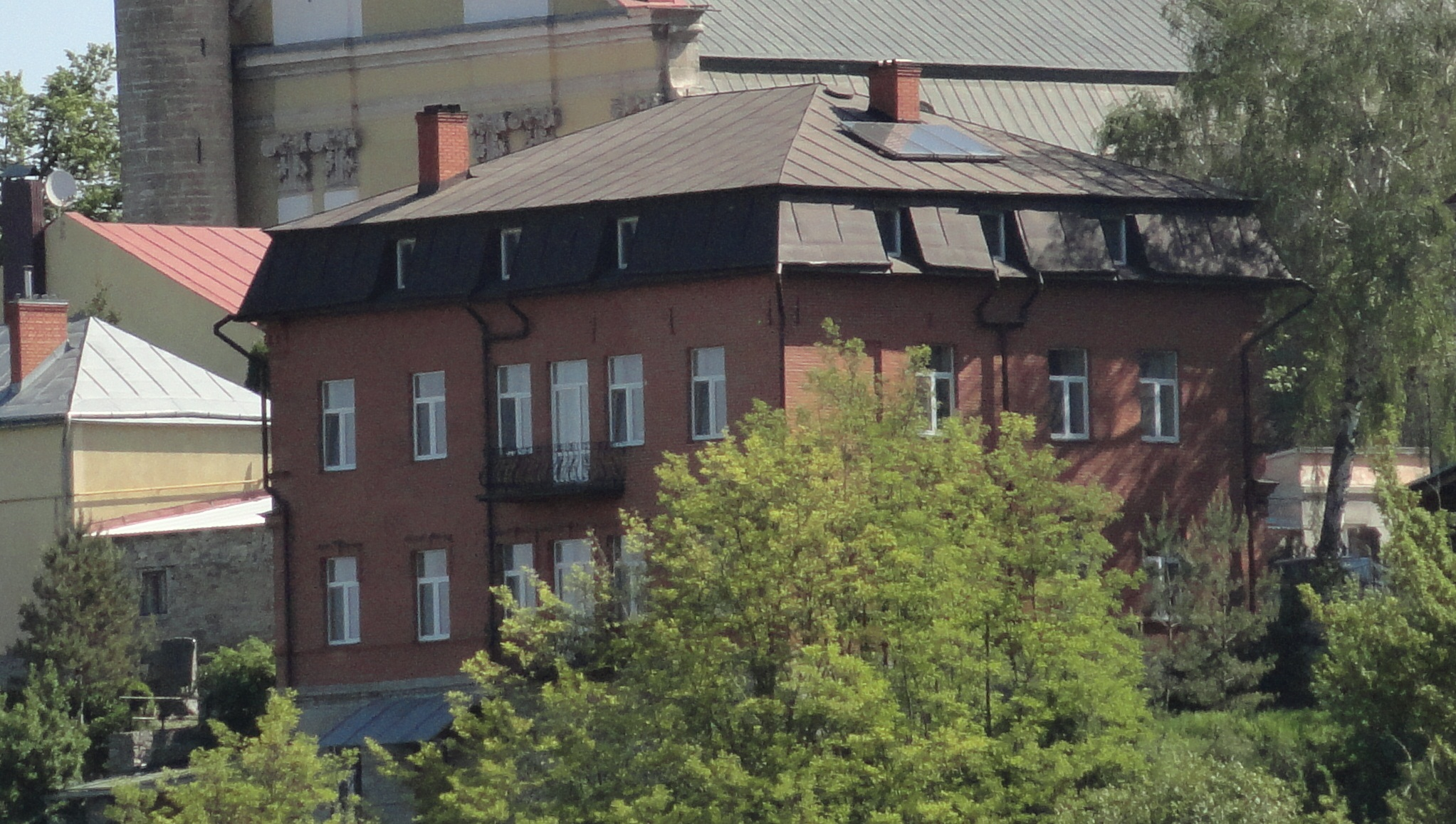
Головний дім в Україні

У 2025 році сестри й надалі працюють у Чернівцях, а також у Кам'янці-Подільському з 1991 року та Дніпрі з 1997 року.
Після початку російської агресії сестри згромадження провадили свою діяльність у "сірій зоні"

## Життя та діяльність святоїУрсули[3]
1865
Юлія народилася в Люстдорфі, Австрія, другою з семи дітей Антонія та Жозефіни Саліс-Зізерс.
1883
Сім'я Ледуховських переїжджає до Липниці Мурованої, поблизу Кракова.
1886
Юлія вступає до краківського монастиря сестер урсулянок, відомого своїм високим духовним рівнем, де навчає і виховує місцевих дівчат, а також дівчат з віддалених районів Галичини й Росії.
1904
Мати Урсула стала настоятелькою Урсулянського монастиря в Кракові.
1907
З благословення Папи Пія X вона разом з двома сестрами поїхала до Санкт-Петербурга і стала керівницею дівочого гуртожитку при польській гімназії Святої Катерини.
1908
Зростаюча спільнота сестер, яка живе у підпіллі, стає автономним урсулянським домом у Санкт-Петербурзі, на чолі з матір'ю Урсулою, яка стає його настоятелькою. У новіціяті, в цілковитій таємниці, наступні урсулянки готуються до монашого життя.
1910
На березі Фінської затоки будують будинок для спільноти сестер і школу-інтернат для дівчат, втілюючи педагогічні ідеї матері Урсули.
1914
Початок війни призводить до вигнання Урсули з Росії. Вона оселяється в Скандинавії, спочатку в Стокгольмі, а потім у Данії. Поступово забирає з воєнного Петербурга своїх сестер і разом з ними організовує школу для скандинавських дівчат. Вона бере участь у житті місцевої Церкви та навколишнього середовища, а також співпрацює з Комітетом допомоги жертвам війни, заснованим у Швейцарії Генріком Сенкевичем.
1920
Петербурзька урсулянська спільнота повернулася до вільної Польщі і оселилася в Пневах (Pniewach), поблизу Познані, а незабаром отримала дозвіл Святого Престолу стати Згромадженням Урсулянок Серця Ісуса в Агонії (сірі урсулянки).

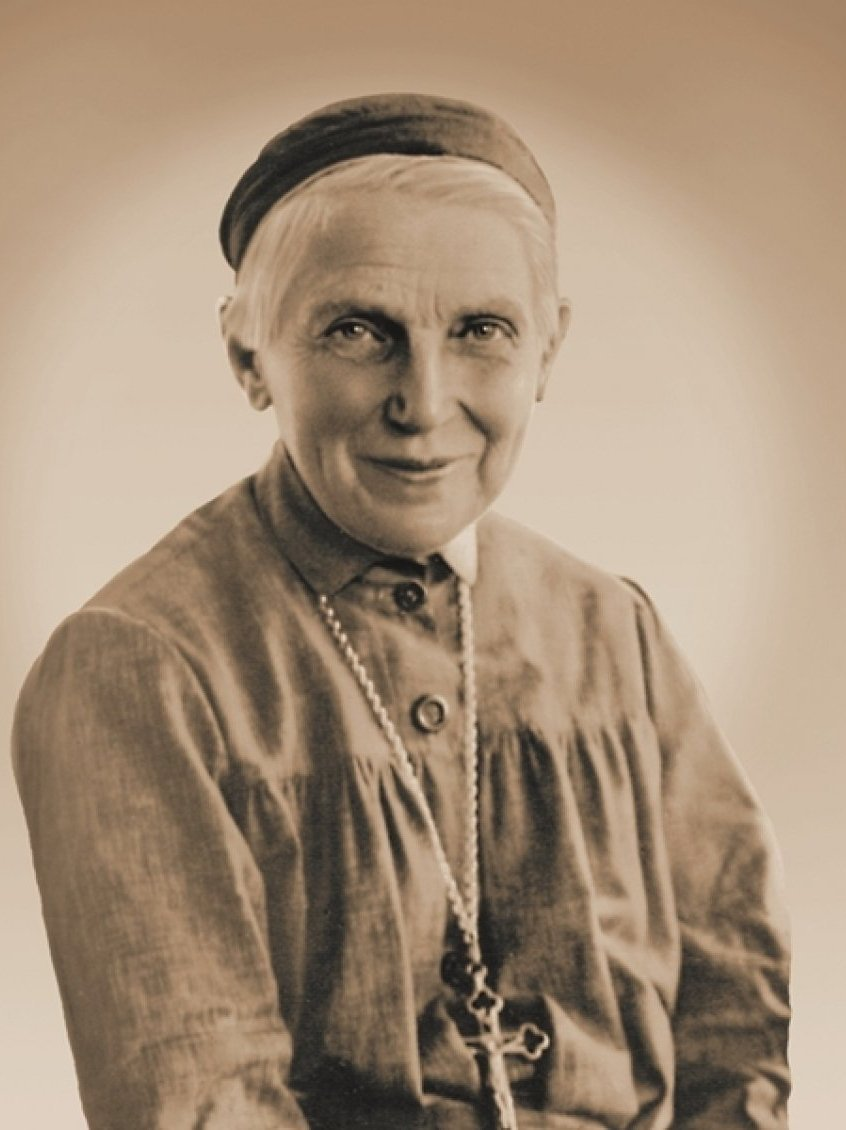
СВЯТА МАТИ УРСУЛА

Зі старого кореня виростає нова гілка, яка прагне жити урсулянською духовністю і традицією виховної праці як привілейованим інструментом євангелізації в мінливих часах, шукаючи при цьому форми, які відповідають новим потребам, особливо бідних. Згромадження під проводом Матері Урсули швидко розвивається. Створюються доми та розпочинається діяльність у багатьох місцях Польщі та місіонерських центрах на східних прикордонних територіях. У 1928 році Згромадження розпочало свою працю в Італії, а в 1930 році, супроводжуючи дівчат, які їдуть на роботу, сестри організовують перші доми у Франції.
Мати Урсула виховувала в сестрах любов до Бога понад усе, прагнення жити просто, бути смиренними, але водночас сповненими посвяти, творчими в ініціативах праці для інших, особливо для дітей та молоді. Особливо надійним свідченням стосунків з Христом вона вважала усмішку, радість душі, доброту, яким приписувала великий євангелізаційний та виховний вплив. Вона вчить, що святість доступна кожному, вона ґрунтується на любові до Бога і людей та залученні до щоденних обов'язків. 
Вона багато подорожує, відвідує громади та відгукується на нові пропозиції роботи. Високо цінуючи величезну роль організацій, які підтримують катехизацію та релігійну освіту, вона переносить на польську землю, між іншим, Євхаристійну Круціату (сьогодні: Євхаристійний молодіжний рух).
Вона організовує видання журналів для дітей та юнацтва і сама пише для них статті. У своєму насиченому житті вона знаходить час для написання дитячих книжок. Бере активну участь у релігійному, культурному та громадському житті країни, за що отримує високі державні нагороди.

## Згромадження після смерті Засновниці
1939

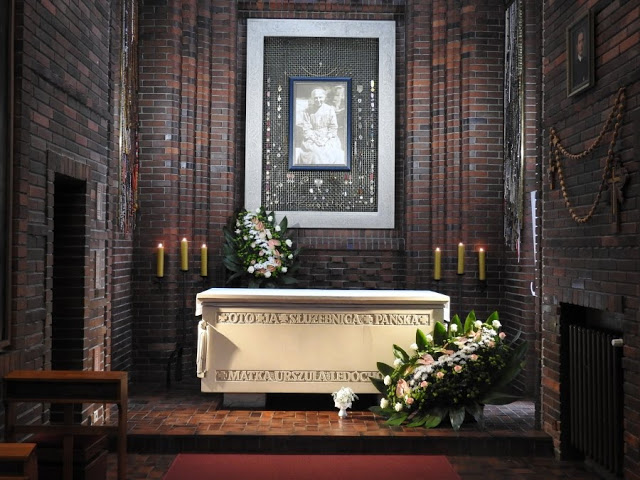
Саркофаг з мощами св. Урсули

Коли 29 травня в Римі помирає Мати Урсула, люди кажуть, що померла свята...
1983
20 червня в Познані Йоан Павло II проголосив матір Урсулу блаженною. Це була перша беатифікація на польській землі.
1989
Тіло блаженної Урсули, збережене від тління, перевезли з Риму до Пнев (Pniew) і поклали в каплиці.
2002
Проголошення декрету про визнання чуда за посередництвом блаженної Урсули завершує процес канонізації.
2003 18 травня Йоан Павло II проголосив Урсулу Ледуховську святою.